# ماريكو سوزوكي
ماريكو سوزوكي (باليابانية: 鈴木麻里子؛ بالكانا: すずき まりこ) هي مؤدية صوت يابانية، ولدت في 30 يناير 1967 في ميناتو في اليابان.

## وصلات خارجية
- ماريكو سوزوكي على موقع IMDb (الإنجليزية)
- ماريكو سوزوكي على موقع ميوزك برينز (الإنجليزية)
- ماريكو سوزوكي على موقع ANN person (الإنجليزية)